# 青嶋未来
青嶋 未来（あおしま みらい、1995年2月27日 - ）は、将棋棋士。安恵照剛門下。棋士番号は300。静岡県三島市出身、東京都港区育ち。麻布中学校・高等学校卒業。血液型O型。全日本チェス選手権で優勝するなどチェスのプレイヤーとしても活躍している。

## 将棋棋士

### 棋歴
6歳時に父親が購入した本で将棋を覚えた。
2003年、小学校3年生の時に第2回全国小学生倉敷王将戦低学年の部で東京代表で出場し、9位となる。
同じ頃に関東研修会に入会、2005年までにC1クラスに昇級。
2005年、小学校5年生の時に第4回全国小学生倉敷王将戦高学年の部で東京代表で出場し、9位となる。同年9月に関東奨励会に6級で入会する。
2007年には3級に昇級後11連敗を喫したが、2010年に奨励会初段に昇段を果たす。初段は半年余りで通過し、二段を1年2か月で突破、2012年第52回三段リーグに参加する。
第52回、53回三段リーグは続けて8勝10敗と負け越したが、第54回は11勝7敗の結果で9位に躍進した。第55回も11勝5敗の6番手につけ、上位対局の結果次第では最終日に連勝すれば昇段の可能性があったが、1局目に敗れ昇段を逃し5位となる。なお、その期に昇段した増田康宏と黒沢怜生はそれぞれ最終日同星の5番手、7番手から連勝で昇段している。
第56回三段リーグでは初日から10連勝し、その後2連敗するも再度連勝を重ね、リーグ最終日を残した2月14日に昇段を決めた。最終日もきっちりと勝ち、三段リーグ史上最高タイ（当時）の16勝2敗の成績とした。同時昇段は13勝5敗の梶浦宏孝。
新四段として出場した第74期順位戦（2015年度）ではC級2組で9勝1敗（47人中2位）の好成績を収め、C級2組の1期抜けに成功。これに伴いプロ入りから1年に満たぬ間に五段へ昇段した。
第29期竜王戦（2016年度）6組ランキング戦の準決勝で近藤正和六段に勝ち、5組へ昇級。 さらに決勝でも中田功七段に勝ち、6組優勝者として本戦トーナメントへ出場。本戦でも1回戦で5組優勝者の黒沢怜生五段、2回戦で4組優勝者の中座真七段、3回戦で1組5位の豊島将之七段を破る活躍を見せた。準々決勝では1組4位の深浦康市九段に敗れた。2016年度は42勝14敗で勝率.750、12連勝をマークし、将棋大賞の勝率一位賞と連勝賞を受賞。
第65期王座戦（2017年度）では一次予選から9連勝の快進撃で、自身初となる挑戦者決定戦に進出した（中村太地六段に敗れ、タイトル初挑戦はならず）。
プロ3年目となる2017年度は、前年度の成績優秀につき第67回（2017年度）NHK杯将棋トーナメントでシード（予選免除）となり、本戦トーナメントに初出場（前期の第66回NHK杯は予選2回戦で、梶浦宏孝四段に負け）。本戦1回戦で、第10回朝日杯優勝者の八代弥六段に勝利した。
2020年6月16日に行われた第79期順位戦C級1組の初戦で森下卓九段に勝利し、五段昇段後公式戦120勝となり、六段に昇段した。
2022年度の第81期順位戦C級1組で9勝1敗の好成績を上げ、B級2組へ昇級した。
2024年度の第83期順位戦B級2組で7勝2敗の好成績を上げ、B級1組へ昇級及び七段へ昇段した。

### 棋風
振り飛車穴熊を得意としているが、角換わりや横歩取り、右玉など居飛車の将棋も指しこなすオールラウンダーで、相手にとっては的が絞りにくい棋風。

## チェスプレイヤー
2014年11月28日に行われた羽生善治とチェスの元世界王者ガルリ・カスパロフの対局イベントを見たのがきっかけでチェスを始め、約半年後の2015年6月に行われた全日本快速選手権では初参加で初優勝（チェスの大会への参加自体、同選手権が3回目だったという）。
翌7月に行われた16th IVL Leagueでは羽生善治との対局が組まれ、将棋よりも先にチェスで羽生と初対決することになった。
2018年12月には香港で行われた「LEAP International Open Chess Championship」で優勝、これによりレーティングも2300を超えFIDE Masterの資格も獲得した。
2019年5月には第52回全日本チェス選手権で初優勝。2020年11月、第53回全日本チェス選手権で3位入賞。
2021年1月、日本チェス連盟主催のNCSラピッドオンラインチャンピオンシップグランドファイナルで優勝。
2021年11月、ジャパンオープンで4位入賞。
2022年3月、東京チェス選手権オープンの部で準優勝。
同年5月、第55回全日本チェス選手権で優勝。2022年度チェス・オリンピアード日本代表。

## 人物
両親は当初名前を「海」や「空」にしようとしていたが、新幹線に乗った時に前に突き進む感じがいいと思い「未来」になったという。昔は鉄道が好きで、鉄道の運転手になるのが夢だった。
麻布高校OBのプロ棋士は、高田尚平（2019年引退）に次いで2人目。2018年の第90期棋聖戦一次予選で一度だけ先輩の高田と対局し勝利している。
高校に入学したあたりで大学に行かず棋士になる道を選び、「最初は親にも反対されました。でも当時の自分は明らかにプロになるレベルに達していなかったので、大学に行ったら中途半端になる可能性が高いと思った」と語っている。ネット上で「東大模試でも常に成績上位者だった」という情報が流布しているが、「デマです。いいデマなので、否定していないんですけど（笑）。そもそも大学に行かないと決めていたので、模試を受けていないんですよね」と否定している。
麻雀も趣味の一つであり、2019年9月、第1回囲碁・将棋チャンネル杯麻雀王決定戦の将棋棋士予選に鈴木大介、広瀬章人、糸谷哲郎と共に出場。
2022年、第5回ABEMAトーナメントで広瀬章人からドラフト1巡目で指名され、広瀬、三枚堂達也とチームを結成し、趣味が麻雀という共通点があることからチーム名は「国士無双」となった。予選リーグを1位で突破したが、本戦2回戦でチーム永瀬に敗退した。
カラオケが得意で持ち歌は600曲ほどあり、DAMの採点システム「精密採点DX-G」で300曲以上で100点を取っている。「難しいメロディーがあった時には、他の人はどうやって音程を取っているのか、見て学んだりします。棋譜を見て勉強するような感じです。完全に競技として考えています。」と語っている。
カラオケで歌う曲を探している時にたまたま日向坂46の『やさしさが邪魔をする』『ってか』を聴いて日向坂46のファン、通称「おひさま」となった。推しメンは小坂菜緒と加藤史帆。
2022年6月16日、ABEMAに解説で出演した際、普段の眼鏡姿ではなくコンタクト姿で登場し、共演した聞き手の室谷由紀が「青嶋先生…ですよね!?」と確認するほどの変貌ぶりだった。

## 主な成績 (将棋)

### 昇段履歴
関東研修会
- 2003年00月：E2クラス[26]
- 2003年10月：E1クラス昇級[26]
- 2004年02月：D2クラス昇級[27]
- 2004年06月：D1クラス昇級[28]
- 2004年07月：C2クラス昇級[28]
- 2005年00月：C1クラス昇級[29] → 奨励会へ[30]

奨励会以降
- 2005年09月24日 ： 6級 = 関東奨励会入会 [31]
- 2010年07月00日 ： 初段 [32]
- 2011年02月00日 ： 二段 [33]
- 2012年05月00日 ： 三段（第52回奨励会三段リーグ〈2012年度後期〉からリーグ参加）[34]
- 2015年04月01日 ： 四段（第56回奨励会三段リーグ成績1位） = プロ入り [3][7]
- 2016年03月03日 ： 五段（順位戦C級1組昇級）[8]
- 2020年06月16日 ： 六段（勝数規定／五段昇段後公式戦120勝）[9]
- 2025年02月05日 ： 七段（順位戦B級1組昇級、通算258勝144敗）[35][36]

### 棋戦優勝
非公式戦優勝
- ABEMA地域対抗戦　1回（2025年度・第2回）

### 将棋大賞
- 第44回（2016年度）
  - 勝率一位賞（0.750 / 42勝14敗）
  - 連勝賞（12連勝〈1回目〉：2016年03月03日 - 06月07日）
連勝賞（12連勝〈2回目〉：2016年09月13日 - 11月15日）

### 在籍クラス
| 開始 年度 | (出典)順位戦出典 | (出典)順位戦出典 | (出典)順位戦出典 | (出典)順位戦出典 | (出典)順位戦出典 | (出典)順位戦出典 | (出典)順位戦出典 | (出典)順位戦出典 | (出典)竜王戦出典 | (出典)竜王戦出典 | (出典)竜王戦出典 | (出典)竜王戦出典 | (出典)竜王戦出典 | (出典)竜王戦出典 | (出典)竜王戦出典 | (出典)竜王戦出典 | (出典)竜王戦出典 | (出典)竜王戦出典 |
| 開始 年度 | 期               | 名人             | A級              | B級              | B級              | C級              | C級              | 0                | 期               | 竜王             | 1組              | 2組              | 3組              | 4組              | 5組              | 6組              | 決勝 T           |                  |
| 開始 年度 | 期               | 名人             | A級              | 1組              | 2組              | 1組              | 2組              | 0                | 期               | 竜王             | 1組              | 2組              | 3組              | 4組              | 5組              | 6組              | 決勝 T           |                  |
| --- | ---------------- | ---------------- | ---------------- | ---------------- | ---------------- | ---------------- | ---------------- | ---------------- | ---------------- | ---------------- | ---------------- | ---------------- | ---------------- | ---------------- | ---------------- | ---------------- | ---------------- | ---------------- |
| 2014 | 73               | 四段昇段前       | 四段昇段前       | 四段昇段前       | 四段昇段前       | 四段昇段前       | 四段昇段前       | 四段昇段前       | 28               | 四段昇段前       | 四段昇段前       | 四段昇段前       | 四段昇段前       | 四段昇段前       | 四段昇段前       | 四段昇段前       | 四段昇段前       | 四段昇段前       |
| 2015 | 74               |                  |                  |                  |                  |                  | C246             | 9-1              | 29               |                  |                  |                  |                  |                  |                  | 6組              | 3-1              | 6-0 / 昇0-0      |
| 2016 | 75               |                  |                  |                  |                  | C133             |                  | 8-2              | 30               |                  |                  |                  |                  |                  | 5組              |                  | --               | 0-1 / 昇1-1      |
| 2017 | 76               |                  |                  |                  |                  | C104             |                  | 6-4              | 31               |                  |                  |                  |                  |                  | 5組              |                  | --               | 2-1 / 昇2-1      |
| 2018 | 77               |                  |                  |                  |                  | C111             |                  | 7-3              | 32               |                  |                  |                  |                  |                  | 5組              |                  | --               | 0-1/昇0-1/残1    |
| 2019 | 78               |                  |                  |                  |                  | C106             |                  | 6-4              | 33               |                  |                  |                  |                  |                  | 5組              |                  | --               | 3-1 / 昇0-1      |
| 2020 | 79               |                  |                  |                  |                  | C109             |                  | 6-4              | 34               |                  |                  |                  |                  |                  | 5組              |                  | 1-1              | 5-0 / 昇0-0      |
| 2021 | 80               |                  |                  |                  |                  | C109             |                  | 5-5              | 35               |                  |                  |                  |                  | 4組              |                  |                  | --               | 0-1 / 昇3-1      |
| 2022 | 81               |                  |                  |                  |                  | C117             |                  | 9-1              | 36               |                  |                  |                  |                  | 4組              |                  |                  | --               | 0-1 / 昇1-1      |
| 2023 | 82               |                  |                  |                  | B222             |                  |                  | 8-2              | 37               |                  |                  |                  |                  | 4組              |                  |                  | --               | 0-1/昇0-1/残1    |
| 2024 | 83               |                  |                  |                  | B204             |                  |                  | 8-2              | 38               |                  |                  |                  |                  | 4組              |                  |                  | --               | -                |
| 2025 | 84               |                  |                  | B112             |                  |                  |                  | -                | 39               | (開始前)         | (開始前)         | (開始前)         | (開始前)         | (開始前)         | (開始前)         | (開始前)         | (開始前)         | (開始前)         |
| 順位戦、竜王戦の 枠表記 は挑戦者。右欄の数字は勝-敗(番勝負/PO含まず)。 順位戦の右数字はクラス内順位 ( x当期降級点 / *累積降級点 / +降級点消去 ) 順位戦の「F編」はフリークラス編入 /「F宣」は宣言によるフリークラス転出。 竜王戦の 太字 はランキング戦優勝、竜王戦の 組(添字) は棋士以外の枠での出場。 |                  |                  |                  |                  |                  |                  |                  |                  |                  |                  |                  |                  |                  |                  |                  |                  |                  |                  |

### 年度別成績
| 年度             | 対局数 | 勝数 | 負数 | 勝率   | (出典) | 通算成績 | 通算成績 | 通算成績 | 通算成績 | 通算成績 |
| ---------------- | ------ | ---- | ---- | ------ | ------ | -------- | -------- | -------- | -------- | -------- |
| 2015年度         | 37     | 26   | 11   | 0.7027 | [ 39 ] | 対局数   | 勝数     | 負数     | 勝率     | (出典)   |
| 2016年度         | 56     | 42   | 14   | 0.7500 | [ 40 ] | 93       | 68       | 25       | 0.7311   |          |
| 2017年度         | 37     | 20   | 17   | 0.5405 | [ 41 ] | 130      | 88       | 42       | 0.6769   |          |
| 2018年度         | 36     | 19   | 17   | 0.5277 | [ 42 ] | 166      | 107      | 59       | 0.6445   |          |
| 2019年度         | 48     | 32   | 16   | 0.6666 | [ 43 ] | 214      | 139      | 75       | 0.6495   |          |
| 2020年度         | 41     | 27   | 14   | 0.6585 | [ 44 ] | 255      | 166      | 89       | 0.6509   |          |
| 2015-2020 (小計) | 255    | 166  | 89   |        |        |          |          |          |          |          |
| 年度             | 対局数 | 勝数 | 負数 | 勝率   | (出典) | 対局数   | 勝数     | 負数     | 勝率     | (出典)   |
| 2021年度         | 48     | 29   | 19   | 0.6041 | [ 45 ] | 303      | 195      | 108      | 0.6435   | [ 46 ]   |
| 2022年度         | 42     | 28   | 14   | 0.6666 | [ 47 ] | 345      | 223      | 122      | 0.6463   | [ 48 ]   |
| 2023年度         | 31     | 19   | 12   | 0.6129 | [ 49 ] | 376      | 242      | 134      | 0.6436   | [ 50 ]   |
| 2021-2023 (小計) | 121    | 76   | 45   |        |        |          |          |          |          |          |
| 通算             | 376    | 242  | 134  | 0.6436 | [ 50 ] |          |          |          |          |          |
| 2023年度まで     |        |      |      |        |        |          |          |          |          |          |

## 主な成績 (チェス)
- 国際チェス連盟(Fide) ID = 7002386
- 日本チェス連盟 会員ID = N01727817
  - 対局結果一覧 - 2019年成績
  - 対局結果一覧 - 2020年成績
  - 対局結果一覧 - 2021年成績
  - 対局結果一覧 - 2022年成績
  - 対局結果一覧 - 2023年成績
  - 対局結果一覧 - 2024年成績

## 著書
- 『青嶋の結論 対中飛車・居飛車穴熊必勝ガイド』（2016/5/17、マイナビ出版、ISBN 978-4-8399-5950-0）
- 『変幻自在! 現代右玉のすべて』（2018/5/18、マイナビ出版、ISBN 978-4-8399-6574-7）
- 『負けない振り飛車! 四間飛車穴熊のすべて』（2021/3/26、マイナビ出版、ISBN 978-4-8399-7597-5）
- 『現代振り飛車ってこういうこと 三間飛車・四間飛車編』（2024/9/24、マイナビ出版、ISBN 978-4-8399-8635-3）山本博志との共著
- 『現代振り飛車ってこういうこと 中飛車・角交換振り飛車編』（2024/11/22、マイナビ出版、ISBN 978-4-8399-8805-0）山本博志との共著

## 出演

### ウェブテレビ
- 叡王戦記念特番 東西対抗 詰将棋カラオケ（2019年3月30日、ニコニコ生放送）[51] - 東チーム